# Liste der Baudenkmäler in Altenmünster
Auf dieser Seite sind die Baudenkmäler in der schwäbischen Gemeinde Altenmünster zusammengestellt. Diese Tabelle ist eine Teilliste der Liste der Baudenkmäler in Bayern. Grundlage ist die Bayerische Denkmalliste, die auf Basis des Bayerischen Denkmalschutzgesetzes vom 1. Oktober 1973 erstmals erstellt wurde und seither durch das Bayerische Landesamt für Denkmalpflege geführt wird. Die folgenden Angaben ersetzen nicht die rechtsverbindliche Auskunft der Denkmalschutzbehörde.

## Ensembles

### Ensemble Ortskern Baiershofen

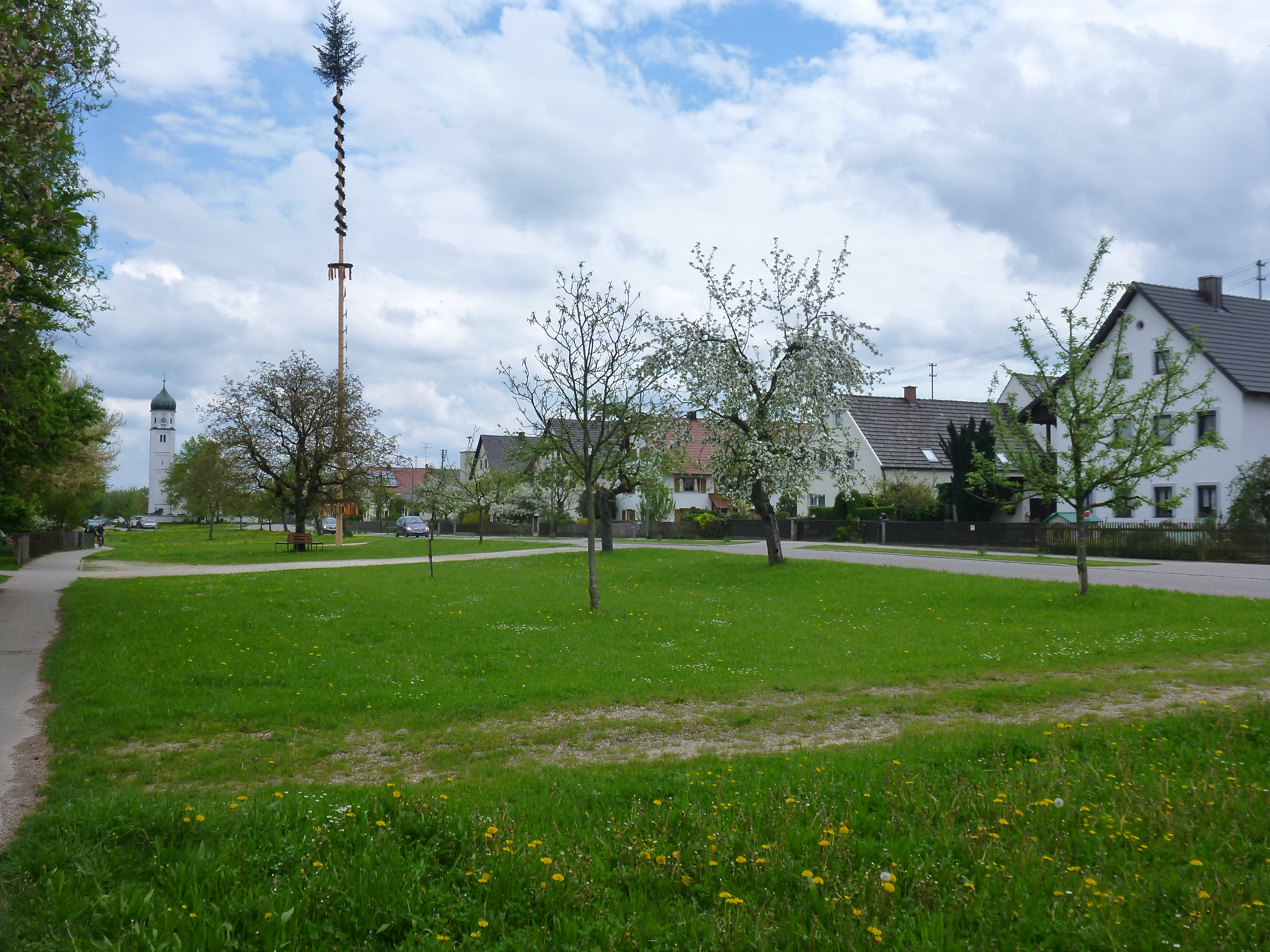

Das Ensemble umfasst den gesamten Angerbereich des Dorfes mit seiner Bebauung. Es handelt sich um eine charakteristische, eindrucksvoll erhaltene Rodungssiedlung der ersten Hälfte des 14. Jahrhunderts vom mittelschwäbischen Typus. Die Gestaltung der Anlage erfolgte wohl durch das Kloster Fultenbach, das 1350 die Lehensverhältnisse im Dorf neu ordnete. Zu beiden Seiten des ca. 650 m langen, west-östlich gerichteten Angers reihen sich jeweils etwa 25 alte Anwesen. Die meisten haben ihren bäuerlichen Charakter bewahrt. Die Wohnstallhäuser stehen streng giebelständig zum Anger. Es handelt sich durchgehend um Satteldachbauten, ursprünglich erdgeschossig, seit dem späten 19. Jahrhundert zweigeschossig. Der Angerstreifen hat mit seinen Rasenflächen, mit den Obst- und Nussbäumen seinen historischen Charakter bewahrt; darüber hinaus sind auch den einzelnen Anwesen kleine Hausgärten zum Anger hin zugeordnet, während sich auf der zur Feldflur gewandten Seite in rechteckigen Streifen jeweils größere Gärten anschließen. – Die Pfarrkirche St. Leonhard, ein 1730 geweihter barocker Bau über älteren Teilen, erhebt sich freistehend, vom Friedhof umgeben, in der Mitte des Angers und beherrscht das Ensemble. Der Pfarrhof setzt durch sein Walmdach einen besonderen Akzent, die beiden Gasthäuser Dorfanger 70 und Kirchlesweg 2 zeichnen sich durch besondere Größe aus. An seinen Enden wird der Anger durch die kleinen erdgeschossigen Bauernhäuser Dorfanger 77 und 22 abgeschlossen; sie sind aus Platzmangel vor älteren Anwesen errichtet worden, von denen sie sich abgespaltet haben. Die jeweils östlich (Dorfanger 4–20) und westlich sich anschließenden kleinen Häuser sind erst seit Ende 19. Jahrhundert entstanden und gehören nicht zum Ensemble. Aktennummer: E-7-72-115-1.

## Baudenkmäler nach Ortsteilen

### Altenmünster
| Lage                      | Objekt                            | Beschreibung | Akten-Nr.             | Bild           |
| ------------------------- | --------------------------------- | --- | --------------------- | -------------- |
| Kirchenweg 5 (Standort)   | Katholische Pfarrkirche St. Vitus | Chor, Turmunterbau und Kern des Langhauses zweite Hälfte 15. Jahrhundert, Umbau und Turmoberteil 1627, Verlängerung 1696; mit Ausstattung | D-7-72-115-1 Wikidata | weitere Bilder |
| Rathausplatz 2 (Standort) | Pfarrhaus                         | Satteldachbau mit zwei Bodenerkern an den Hausecken, erbaut 1602                                                                          | D-7-72-115-3 Wikidata | weitere Bilder |

### Baiershofen
| Lage                                             | Objekt                   | Beschreibung                                                                              | Akten-Nr.             | Bild           |
| ------------------------------------------------ | ------------------------ | ----------------------------------------------------------------------------------------- | --------------------- | -------------- |
| Dorfanger 50 (Standort)                          | Bauernhaus               | Putzbau mit Giebelgesimsen, erste Hälfte 19. Jahrhundert.                                 | D-7-72-115-6 Wikidata | Bauernhaus     |
| Dorfanger 52 (Standort)                          | Pfarrkirche St. Leonhard | Barocke Anlage, Chor 1701, Langhaus 1733 geweiht; mit Ausstattung Mit ummauertem Friedhof | D-7-72-115-4 Wikidata | weitere Bilder |
| Nähe Dorfanger, am Ostende des Dorfes (Standort) | Wegkapelle               | 1890                                                                                      | D-7-72-115-8 Wikidata | weitere Bilder |
| Omatwiesen, südöstlich im Tal (Standort)         | Feldkapelle St. Andreas  | Erste Hälfte 19. Jahrhundert                                                              | D-7-72-115-9 Wikidata | weitere Bilder |

### Eppishofen
| Lage                    | Objekt                                      | Beschreibung                    | Akten-Nr.              | Bild                                        |
| ----------------------- | ------------------------------------------- | ------------------------------- | ---------------------- | ------------------------------------------- |
| Ortsstraße 1 (Standort) | Katholische Kapelle St. Johannes der Täufer | Neubau um 1760; mit Ausstattung | D-7-72-115-11 Wikidata | Katholische Kapelle St. Johannes der Täufer |

### Hegnenbach
| Lage                             | Objekt                            | Beschreibung                                                                                    | Akten-Nr.              | Bild            |
| -------------------------------- | --------------------------------- | ----------------------------------------------------------------------------------------------- | ---------------------- | --------------- |
| Sankt-Georg-Straße 32 (Standort) | Pfarrhaus                         | Walmdachbau, nach Mitte 18. Jahrhundert                                                         | D-7-72-115-14 Wikidata | weitere Bilder  |
| Sankt-Georg-Straße 47 (Standort) | Katholische Pfarrkirche St. Georg | Neugotischer Backsteinbau von 1880/81; mit Ausstattung                                          | D-7-72-115-15 Wikidata | weitere Bilder  |
| Talstraße 6 (Standort)           | Kleinbauernhaus                   | Mit verputztem Fachwerkgiebel und angehobener Traufe über dem Tennentor, Anfang 19. Jahrhundert | D-7-72-115-16 Wikidata | Kleinbauernhaus |

### Hennhofen
| Lage                     | Objekt                                     | Beschreibung          | Akten-Nr.              | Bild           |
| ------------------------ | ------------------------------------------ | --------------------- | ---------------------- | -------------- |
| Dorfstraße 24 (Standort) | Katholische Kapelle St. Antonius von Padua | 1717; mit Ausstattung | D-7-72-115-17 Wikidata | weitere Bilder |

### Neumünster
| Lage                                | Objekt                                        | Beschreibung                                 | Akten-Nr.              | Bild           |
| ----------------------------------- | --------------------------------------------- | -------------------------------------------- | ---------------------- | -------------- |
| Johann-Wisrich-Straße 40 (Standort) | Katholische Filialkirche St. Joachim und Anna | Neubau 1682, erweitert 1793; mit Ausstattung | D-7-72-115-18 Wikidata | weitere Bilder |

### Unterschöneberg
| Lage                     | Objekt                             | Beschreibung                                 | Akten-Nr.              | Bild           |
| ------------------------ | ---------------------------------- | -------------------------------------------- | ---------------------- | -------------- |
| Bergstraße 16 (Standort) | Katholische Filialkirche St. Georg | Renaissance-Anlage, um 1620; mit Ausstattung | D-7-72-115-19 Wikidata | weitere Bilder |

### Violau
| Lage                           | Objekt                                              | Beschreibung | Akten-Nr.              | Bild           |
| ------------------------------ | --------------------------------------------------- | --- | ---------------------- | -------------- |
| Pius-Mozet-Straße 4 (Standort) | Katholische Pfarr- und Wallfahrtskirche St. Michael | Renaissancebau, von David und Georg Hebel 1617–19 errichtet, 1751–57 Neugestaltung des Innenraumes, Turm 1625; mit Ausstattung Priesterwohnung, 1663 westlich an die Kirche angebaut | D-7-72-115-21 Wikidata | weitere Bilder |

### Weldishof
| Lage                         | Objekt  | Beschreibung                                                                                                   | Akten-Nr.              | Bild    |
| ---------------------------- | ------- | --- | ---------------------- | ------- |
| Weldishofstraße 1 (Standort) | Gutshof | Beherrschend auf Anhöhe gelegen; Hauptgebäude Satteldachbau, Giebel mit Gesimsen, erste Hälfte 18. Jahrhundert | D-7-72-115-23 Wikidata | Gutshof |

### Zusamzell
| Lage                                | Objekt                              | Beschreibung | Akten-Nr.              | Bild                   |
| ----------------------------------- | ----------------------------------- | --- | ---------------------- | ---------------------- |
| Bauernfeld (Standort)               | Feldkreuz                           | Korpus wohl zweite Hälfte 17. Jahrhundert                                                                                         | D-7-72-115-25 Wikidata | Feldkreuz              |
| Sankt-Nikolaus-Straße 26 (Standort) | Ehemaliger Chor, jetzt Nebenkapelle | Wie Turm spätgotisch, in den Neubau von 1975/76 einbezogen; mit Ausstattung Zugehörig Kruzifix, Ende 19. Jahrhundert, im Friedhof | D-7-72-115-24 Wikidata | weitere Bilder         |
| Sankt-Nikolaus-Straße 30 (Standort) | Ehemaliger Pfarrstadel              | Origineller Satteldachbau mit halbkreisförmigen Öffnungen und Gesimsgliederung, um 1860                                           | D-7-72-115-26 Wikidata | Ehemaliger Pfarrstadel |

## Ehemalige Baudenkmäler
In diesem Abschnitt sind Objekte aufgeführt, die früher einmal in der Denkmalliste eingetragen waren, jetzt aber nicht mehr. Objekte, die in anderem Zusammenhang also z. B. als Teil eines Baudenkmals weiter eingetragen sind, sollen hier nicht aufgeführt werden. Aktennummern in diesem Abschnitt sind ehemalige, jetzt nicht mehr gültige Aktennummern.

| Lage                                              | Objekt                        | Beschreibung | Akten-Nr. | Bild      |
| ------------------------------------------------- | ----------------------------- | --- | --------- | --------- |
| Baiershofen Dorfstraße 11 (Standort)              | Bauernhaus                    | Putzbau mit Giebelgesimsen, 1. Hälfte des 19. Jahrhunderts                                                                             |           | BW        |
| Baiershofen am Westende des Dorfes (Standort)     | Bildstock                     | 18./19. Jahrhundert |           | Bildstock |
| Eppishofen Waldstraße 5 (Standort)                | Kleinbauernhaus               | Gesimsgliederung und Giebelschultern, angehobene Traufe über der Tenne, Wirtschaftsteil als Ständerbau, 1. Hälfte des 19. Jahrhunderts |           | BW        |
| Hegnenbach Sankt-Georg-Straße 21 (Standort)       | Kleinbauernhaus               | mit zwei Giebelgesimsen, um 1840 |           | BW        |
| Unterschöneberg am westlichen Ortsrand (Standort) | Wegkreuz                      | Korpus 1. Drittel des 18. Jahrhunderts                                                                                                 |           | BW        |
| Violau Sankt-Michael-Straße 1 (Standort)          | Ehemaliges Wallfahrergasthaus | Satteldachbau, 1683 |           | BW        |